# Lobocleta balistaria
Lobocleta balistaria är en fjärilsart som beskrevs av Achille Guenée 1858. Lobocleta balistaria ingår i släktet Lobocleta och familjen mätare. Inga underarter finns listade i Catalogue of Life.